# Велосипедная скорая медицинская помощь

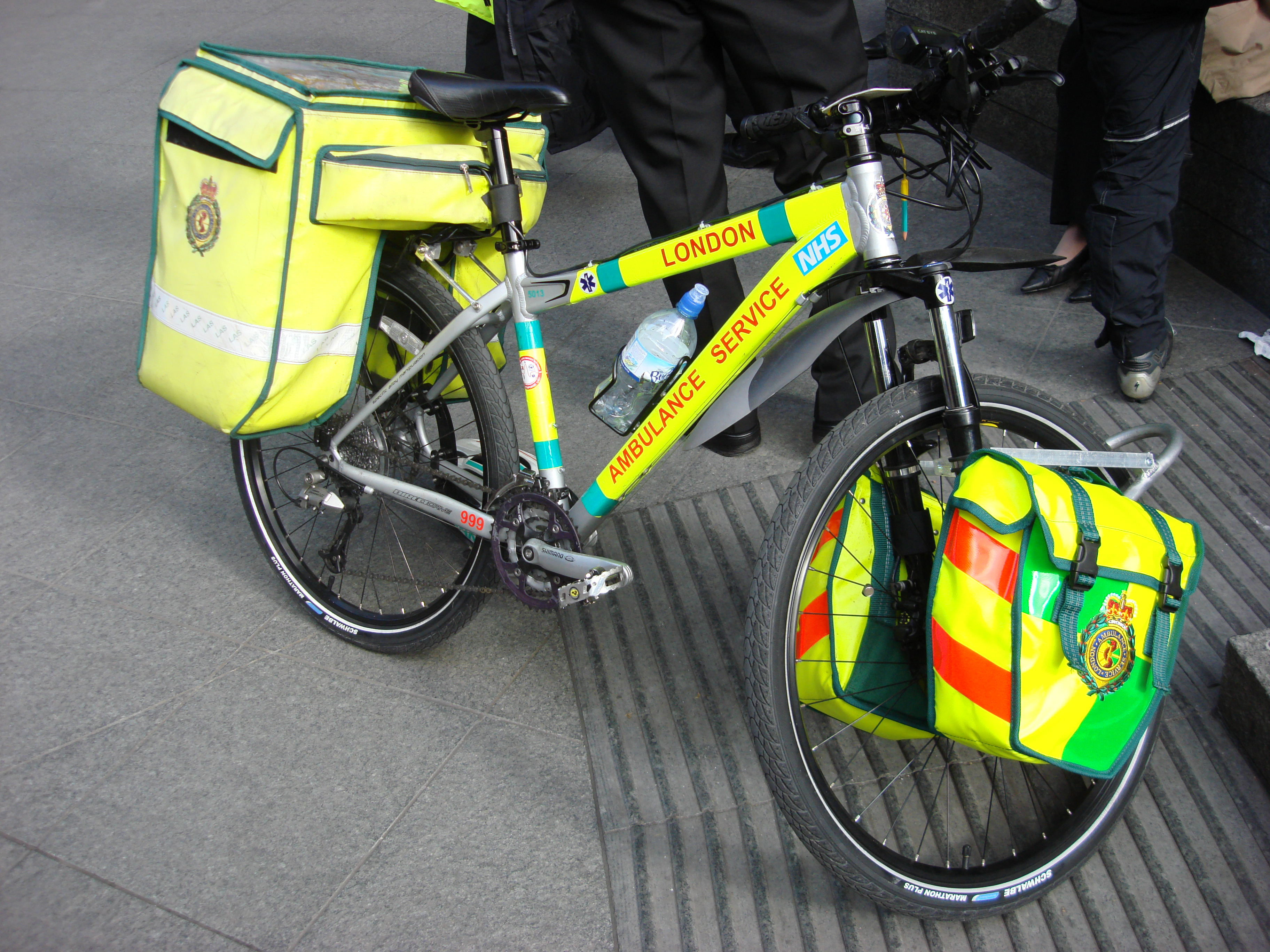
Велосипед «Скорой помощи» в Лондоне.

Велосипеды используются как служебный транспорт различными экстренными службами, такими как полиция, скорая медицинская помощь и пожарная охрана. Это обусловлено тем, что велосипед в некоторых случаях позволяет перемещаться по городу быстрее, чем другие транспортные средства.

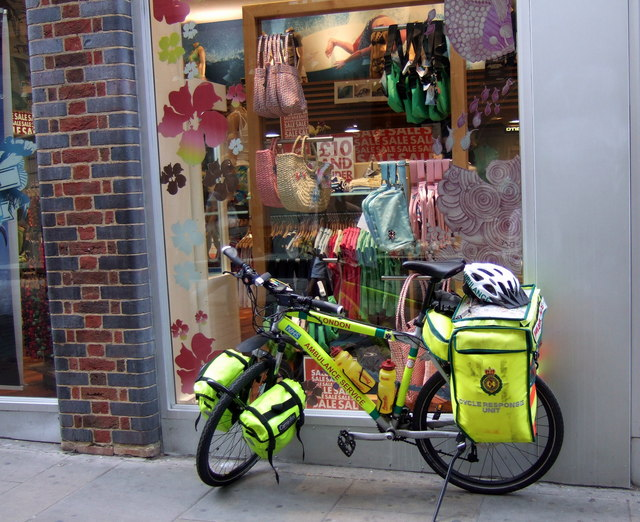
Велосипед «Скорой помощи» в Лондоне.

Велосипеды используются службами скорой помощи Таллина, Великобритании (Лондона, Йорка, Манчестера, Норвича, Кардиффа), США, Канады. Во многих развивающихся странах велосипеды также часто используются службами медицинской помощи.

## Оборудование велосипедов
Веловрачами используются горные велосипеды, имеющие специальную яркую раскраску, мигалки и сирену, защищённые от проколов шины.
Велосипеды скорой помощи комплектуются медикаментами и медицинским оборудованием (иногда специально облегчённым), необходимыми для экстренной помощи. Так в Лондоне веловрачи имеют тот же перечень оборудования, что и автомобили скорой помощи, за исключением носилок (включая дефибриллятор, прибор для мониторинга ЭКГ и т. д.). В развивающихся странах веломедики могут использовать специальные прицепы — носилки для транспортировки больных.

## Эффективность
Использование велосипедов позволяет быстрее оказывать первую помощь пациентам, находящимся в местах, доступ к которым автотранспорта затруднён, таких как пешеходные зоны и торговые центры, а также на массовых мероприятиях. В 2000 г. в Лондоне было произведено исследование, показавшее что веломедик приезжает быстрее автомобиля «Скорой помощи» в 88 % случаев. По словам руководителя Лондонских веломедиков Даррена Руттерфорда, они отвечают на 97 % вызовов первой категории (при угрожающих жизни состояниях) в течение 8 минут. К тому же велосипедная служба быстрого реагирования обходится дешевле, чем автомобильная «Скорая помощь» (экономия Лондонской «Скорой помощи» в 2010 г. оценивалась в 1,3 млн фунтов в год) и не загрязняет воздух (за первые 10 лет существования такой службы в Лондоне экономия выбросов в атмосферу углекислого газа оценивается в 400 тонн).

## История

### Великобритания
Создание веломедицинских подразделений в Великобритании началось с Норвича, где в 2000 г. в рамках экспериментального проекта была создана первая велосипедная группа быстрого реагирования. Автором идеи создания такого подразделения был Том Линч - парамедик и бывший чемпион Великобритании и Европы по BMX. Целью эксперимента было сокращение времени от поступления вызова до прибытия врача. Эксперимент показал эффективность такого подхода и вскоре бригады веломедиков были созданы и в других городах Великобритании. Том Линч получил звание кавалера Ордена Британской Империи.

### Россия
В Российской Империи также использовались велосипеды для медицинской помощи.

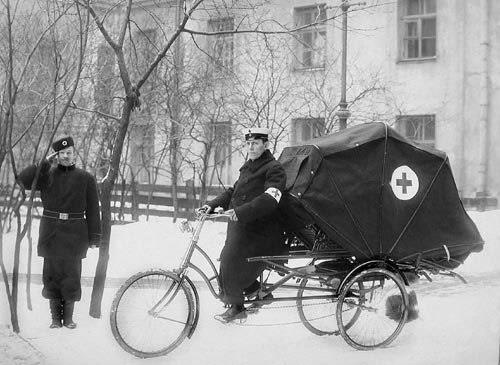
В Российской Империи